# Eolios

Distribución de los dialectos griegos en la Antigüedad. En amarillo figuran los territorios que tenían el dialecto eolio.

Los eolios fueron una de las antiguas tribus griegas. La tradición los consideraba descendientes de Eolo, hijo de Helén. Originalmente habitaron Tesalia. Por otra parte, también se consideraba que los beocios tenían estirpe eolia.
En Asia Menor se establecieron en la región llamada Eólida, cuyos límites difieren según diversos autores, pero que, según Estrabón, llegó a comprender desde el río Hermo hasta la costa a la altura de la ciudad de Cícico. Asimismo, las islas de Lesbos y Ténedos estaban habitadas por eolios.
Todos estos territorios hablaban una variedad de la lengua griega conocida como eólico.